# 町田治之
町田 治之（まちだ はるゆき、1946年10月8日 - 2023年1月2日）は日本の実業家。ソニー・ピクチャーズ エンタテインメント社長を経て、緑資源機構談合事件を受け混乱の最中にあった独立行政法人緑資源機構理事長や、森林農地整備センター初代所長を務め談合防止策の実施等にあたった。

## 人物
山口県防府市出身。東京教育大学附属駒場高等学校（現：筑波大学附属駒場高等学校）を経て、1969年一橋大学社会学部を卒業し、ソニー入社。主に広報畑を歩む。
1995年ソニー総合企画部門事業戦略担当部長マーケティング戦略部長、1997年ソニーオーストラリア代表取締役社長、2001年ソニー・ピクチャーズ エンタテインメント株式会社代表取締役社長就任。同年映画作品の総合的配給のため、ソニー・ピクチャーズテレビジョン・ジャパンと合併。ネット配信事業の検討に入る。2002年インターネット上に有料会員制サイト「Movie Eater」を開設し、ネット投票を利用した人気映画の再上映事業等を開始。2003年DVDプレーヤーの普及に伴い、レンタルビデオ店向けDVDにつき、従来リース方式がとられていたところ、市場拡大のため売り切り方式に切り替えた。
2004年ソニーエンジニアリング株式会社取締役副社長就任。2005年退任。
2007年、緑資源機構談合事件を受けて、2008年に廃止されることとなった独立行政法人緑資源機構の理事長に就任。2008年には緑資源機構廃止に伴い同機構の農用地整備事業を引き継ぐ独立行政法人森林総合研究所の理事（業務承継円滑化・適正化担当）兼森林農地整備センター所長に就任。緑資源機構廃止に伴う、関係機関への事業移管・継承や労使協議、談合再発防止策の実施等に取り組んだ。2012年退任。

## 製作
- 海は見ていた（2002年）
- アストロボーイ・鉄腕アトム（2003年）